# Gai Fonteu Capitó (cònsol any 12)
Gai Fonteu Capitó  (en llatí: Gaius Fonteius Capito) va ser un magistrat romà del segle i. Era fill de Gai Fonteu Capitó, cònsol l'any 33 aC, i formava part de la gens Fonteia, una gens romana d'origen plebeu originària de Túsculum.
Va ser cònsol l'any 12, juntament amb Germànic. A continuació, va obtenir com a procònsol a la província romana d'Àsia. L'any 25 va ser acusat per Vibi Serè, el fill de Numeri Vibi Serè, per la seva conducta a l'administració d'Àsia, però no es van aportar proves a bastament i va ser absolt.